# Абдыраимов, Асаналы
Асаналы́ Абдыраи́мов (кирг. Асанаалы Абдыраимов; 1906 год, с. Ак-Кия — 1983 год, с. Ак-Кия, Ак-Талинский район, Нарынская область, Киргизская ССР) — старший табунщик колхоза «Ак-Кия» Акталинского района Тянь-Шаньской области, Киргизская ССР. Герой Социалистического Труда (1949). Отличник сельского хозяйства СССР (1951).

## Биография
Родился в 1906 году в крестьянской семье в селе Ак-Кия.
Трудовую деятельность начал в раннем детстве. Занимался батрачеством. С 1930 года — чабан колхоза имени Ленина Ак-Талинского района в селе Баетово.
Участвовал в Великой Отечественной войне.
После демобилизации возвратился на родину, где с 1946 года трудился табунщиком, старшим табунщиком в колхозе имени Карла Маркса (позднее — колхоз «Ак-Кия»).
В 1947 году бригада Асаналы Абдыраимова вырастила 59 жеребят от 59 кобыл. Указом Президиума Верховного Совета СССР от 15 сентября 1948 года удостоен звания Героя Социалистического Труда с вручением ордена Ленина и золотой медали «Серп и Молот».
После выхода на пенсию проживал в родном селе, где скончался в 1983 году.
Награды
- Орден Ленина
- Орден Знак Почета

Память
В селе Баетово установлен бюст Асаналы Абдыраимова.